# Port Costa
Port Costa is een plaats in Contra Costa County in Californië in de VS.

## Geografie
Port Costa bevindt zich op 38°2′46″Noord, 122°11′7″West. De totale oppervlakte bedraagt 1,8 km² (0,7 mijl²) wat allemaal land is.

## Demografie
Volgens de census van 2000 bedroeg de bevolkingsdichtheid 131,7/km² (342,1/mijl²) en bedroeg het totale bevolkingsaantal 232 dat bestond uit:
- 90,95% blanken
- 1,29% inheemse Amerikanen
- 1,29% Aziaten
- 1,72% andere
- 4,74% twee of meer rassen
- 6,90% Spaans of Latino

Er waren 108 gezinnen en 60 families in Port Costa. De gemiddelde gezinsgrootte bedroeg 2,15.

## Plaatsen in de nabije omgeving
De onderstaande figuur toont nabijgelegen plaatsen in een straal van 8 km rond Port Costa.